# چولوتکا (چولوتکا)
چولوتکا (به اسپانیایی: Choluteca) یک منطقهٔ مسکونی در هندوراس است که در استان چولوتکا واقع شده‌است. چولوتکا ۴٬۳۶۰ کیلومتر مربع مساحت دارد.